# Koāth
Koāth är en ort i Indien.   Den ligger i distriktet Rohtās och delstaten Bihar, i den nordöstra delen av landet, 800 km sydost om huvudstaden New Delhi. Koāth ligger 88 meter över havet och antalet invånare är 16 725.
Terrängen runt Koāth är mycket platt. Runt Koāth är det tätbefolkat, med 849 invånare per kvadratkilometer. Närmaste större samhälle är Bikramganj, 12,9 km söder om Koāth. Trakten runt Koāth består till största delen av jordbruksmark.